# Соломонов, Александр Андреевич
Александр Андреевич Соломонов (1916—1945) — командир взвода 61-го отдельного моторизованного понтонно-мостового батальона, старший лейтенант. Герой Советского Союза.

## Биография
Родился 22 ноября 1916 года в селе Панкратово Починковского района Нижегородской области в крестьянской семье. В 1932 году окончил восемь классов сельской школы. Работал в колхозе. В 1936 году в Починках окончил курсы ветеринарных фельдшеров.
В 1937 году был призван в Красную Армию. Член ВКП(б) с 1937 года. По окончании срока службы в 1940 году вернулся домой, работал ветеринарным фельдшером Починковской ветеринарной лечебницы.
В марте 1942 года по мобилизации был направлен в запасный стрелковый полк. В 1943 году окончил офицерские курсы при Ленинградском военно-инженерном училище, эвакуированном в Кострому. В действующей армии с марта 1943 года. Командовал взводом 61-го отдельного моторизованного понтонно-мостового батальона.
Продвигаясь вперёд с наступающими частями, понтонный взвод Соломонова обеспечивал переправу войск через водные преграды. В сентябре 1943 года при форсировании Днепра Соломонов руководил переправой, совершил несколько рейсов на правый берег с пехотой и боеприпасами. Особенно отличился в сентябре 1944 года при форсировании реки Нарев.
5 сентября 1944 года при форсировании реки Нарев в районе города Остроленка старший лейтенант Соломонов обеспечивал переправу частей армии на пароме. Под непрерывным вражеским миномётно-артиллерийским огнём за 10 часов совершил с бойцами взвода 24 рейса, переправил через реку 8 полковых, 18 самоходных орудий с расчётами и 24 автомашины. За эту операцию был представлен к званию Героя Советского Союза.
Наступление продолжалось. Офицер с боями дошёл до Одера. 16 апреля 1945 года взвод старшего лейтенанта Соломонова обеспечивал под бомбёжкой переправу пехоты и техники на западный берег районе населённого пункта Шветиг, южнее города Франкфурт-на-Одере. Прямым попаданием вражеского снаряда в паром офицер был убит, тело утонуло в реке.

## Награды и звания
Указом Президиума Верховного Совета СССР от 24 марта 1945 года за образцовое выполнение боевых заданий командования и проявленные при этом мужество и героизм старшему лейтенанту Соломонову Александру Андреевичу присвоено звание Героя Советского Союза.
Награждён орденами Ленина, Отечественной войны 1-й степени, двумя орденами Отечественной войны 2-й степени, орденом Красной Звезды.

## Память
В селе Панкратове на доме, где родился и жил Соломонов, и на здании школы, в которой он учился, установлены мемориальные доски.